# الله نوبازار
الله نوبازار (بالفارسية: الله نوبازار) هي قرية تقع في منطقة بولان في إيران. يقدر عدد سكانها بـ 122 نسمة بحسب إحصاء 2016.